# Eugen Segal
Eugen Segal (n. 23 mai 1933, Iași, România – d. 9 octombrie 2013, București, România) a fost un chimist român de origine evreiască , ales ca membru corespondent (1991) și apoi membru titular (2009) al Academiei Române.